# جمعية نيومان

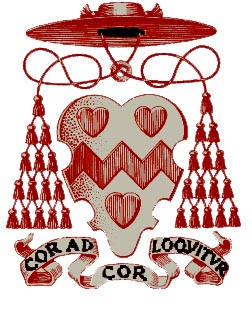
معطف الاذرع

جمعية نيومان: الجمعية الكاثوليكية بجامعة أكسفورد (تأسست عام 1878 ؛ الشكل الحالي لعام 2012) هي أقدم منظمة رومانية كاثوليكية في جامعة أكسفورد . وهي جمعية طلابية تم تسميتها كإشادة للكاردينال نيومان ، الذي وافق على إقراض اسمه لمجموعة تشكلت قبل سبعة عشر عامًا من سماح السلطة الهرمية الإنجليزية رسميًا للكاثوليك بالالتحاق بالجامعة. اكتسبت الجمعية شكلها الحالي وعنوانها بعد الاندماج في عام 2012 بين جمعية نيومان الموجودة سابقًا والجمعية الكاثوليكية بجامعة أكسفورد (تأسست عام 1990). وسبب وجودها وفقًا لدستورها ، `` للعمل جنبًا إلى جنب مع القساوسة لدعم وتشجيع الطلاب الكاثوليك في دعوتهم المسيحية من خلال تعزيز تطورهم الشخصي والفكري والروحي والتفاعل الاجتماعي والشهادة الرسولية في السياق الأوسع لخبرتهم الجامعية. '، وكانت بمثابة نموذج لمجتمعات الطلاب الكاثوليك في جميع أنحاء العالم الناطق باللغة الإنجليزية .

## روابط خارجية
- جمعية نيومان - الموقع الرسمي
- جمعية نيومان: الجمعية الكاثوليكية بجامعة أكسفورد - الصفحة الرسمية على Facebook
- جمعية جامعة أكسفورد نيومان - الموقع المؤرشف لدمج المجتمع قبل 2012
- تواصل: جمعية نيومان
- كتالوج OU Newman Society of Papers - مكتبة بودليان